# Donald James Cram
Donald James Cram (Chester, Vermont, 22 de abril de 1919-Palm Desert, California, 17 de junio de 2001) fue un químico y profesor universitario estadounidense que compartió, con  Jean-Marie Lehn y Charles J. Pedersen, el Premio Nobel de Química de 1987 por “sintetizar moléculas tridimensionales que pueden mimetizar el funcionamiento de las moléculas naturales”. También ganó el Premio de la Academia Nacional Estadounidense de Ciencias en el área de ciencias químicas.

## Educación
Cram se educó en el Rollins College, Florida y en la Universidad de Nebraska donde se licenció en 1942 y recibió su doctorado en química orgánica de la Universidad de Harvard en 1947. Empezó a dar clase en la Universidad de California en 1947 y pasó a ser profesor a tiempo completo en 1956. En 1956 obtuvo la cátedra de química en la Universidad de Los Ángeles.

## Campo de estudio
Cram expandió, basándose en el trabajo de Charles J. Pedersen, el campo de la síntesis de los éteres de corona, compuestos bidimensionales orgánicos capaces de reconocer y combinarse selectivamente con los iones de ciertos elementos metálicos. Sintetizó moléculas que transformaban su química en tridimensional, creando un abanico de moléculas de diferentes formas que podían interactuar selectivamente con otros elementos químicos a causa de sus estructuras tridimensionales complementarias. Su obra representó un gran paso hacia la síntesis de enzimas en laboratorios y otras moléculas naturales cuyo especial comportamiento químico es debido a su estructura característica. También trabajó en el campo de la estereoquímica y se nombró a la Regla de Cram de la inducción asimétrica en su honor.

## Como profesor
Además de investigador, Cram fue también un popular profesor que instruyó a cerca de 8.000 estudiantes y guio la obra académica de otros 200 estudiantes graduados. Durante las clases tocaba la guitarra y cantaba canciones folk. también acostumbraba a reírse de sí mismo:

Un investigador empieza investigando en un nuevo campo con fe, una idea confusa y unos pocos experimentos alocados. Finalmente la relación entre los resultados negativos y positivos es la que guía el trabajo. Para cuando la investigación se ha acabado, él o ella saben cómo deberían de haber empezado y procedido.